# John-Henry Mohrmann

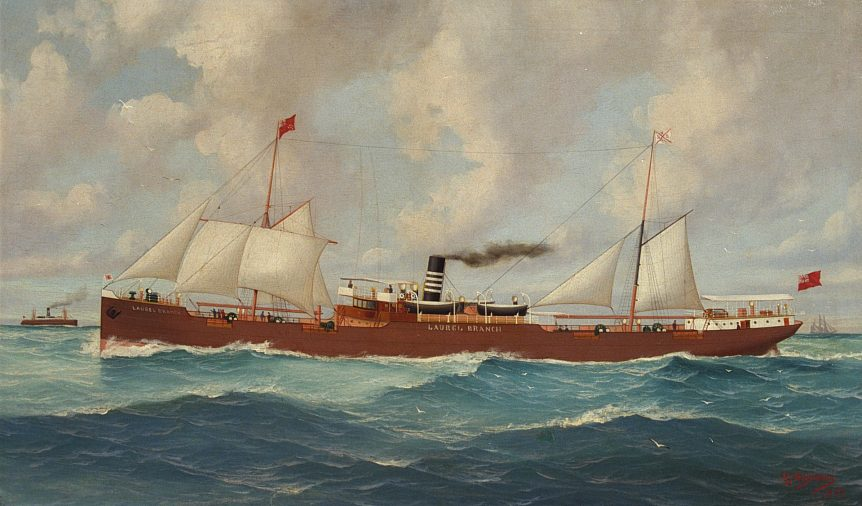
Scheepsportret van de "Laurel Branch", 1899

John Henry Mohrmann (Estebrügge (Duitsland), 16 december 1857 – Bloomsbury (Canada), 22 februari 1916) was een Amerikaans-Belgisch-Canadees kunstschilder, gespecialiseerd in scheepsportretten.

## Genealogie
John Henry Mohrmann, geboren als Johann Hinrich Mohrmann in Estebrügge, nabij Hannover (Duitsland). Hij was de zoon van Henry Mohrmann en Anna Meyer, Het gezin emigreerde naar San Francisco, toen hij twee jaar oud was. Zijn vader was vrederechter te Oakland. Zijn moeder stierf toen hij tien jaar oud was. Hij huwde op 7 mei 1886 met Juana Meyer uit Fray Bentos in Uruguay en kregen tussen 1888 en 1908 samen zeven kinderen.

### Levensloop
Mohrmann was een weinig honkvaste zeeman die zijn maritieme loopbaan op geslaagde wijze wist te combineren met een artistiek talent. De combinatie van zijn maritieme en zijn artistieke kennis maakte van hem een belangrijk scheepsportrettist, een kunstschilder die op bestelling van reders, kapiteins, scheepsbouwers en maritieme firma’s portretten van werkelijk bestaande schepen schilderde.
Van jongs af groeide Mohrmann op in contact met de zee. Dit geschiedde via schepen die in de haven van San Francisco binnenliepen. In 1870 liep hij weg van huis en monsterde hij aan op een zeilschip als scheepsjongen. Hij zou 18 jaar lang de zeeën bevaren, ondertussen schilderend als bijverdienste. Hij was ook een verwoede lezer en sprak uiteindelijk zes talen.
Mohrmann zou een jaar lang te Kassel verbleven hebben in gezelschap van een Italiaanse vriend. Daar zouden ze het beroep van decorschilder geleerd hebben, alsook muurschilderingen in een kerk hebben uitgevoerd. Samen zouden ze in Groot-Brittannië als restaurateurs van schilderijen werkzaam geweest zijn. Maar van zodra hij weer krap bij kas zat, verkoos hij weer het zeemansleven.

## Antwerpse tijd
Van 1884 af woonde Mohrmann te Antwerpen in de Casiersstraat 1. Hij verhuisde al spoedig naar de Sint-Aldegondiskaai 46, gelegen in de havenbuurt Hij moet hier toch enige artistieke opleiding gekregen hebben want hij begon een studio en beoefende voortaan ook de portretkunst, de landschapschildering en het schilderen van toneeldecors en scheepsportretten. In feite heeft hij slechts één gekend portret geschilderd, nl. een zelfportret (in 1884) dat hij opstuurde naar zijn toekomstige schoonouders in Uruguay om toch maar aan te tonen dat hij zijn toekomstige vrouw zou kunnen onderhouden met zijn kunst.
Na zijn huwelijk in Zuid-Amerika, in 1886, kwam hij naar Antwerpen terug, waar hij in de Nassaustraat 11 woonde. In 1883 ging Mohrmann te Ekeren wonen, nadien keerde hij naar het centrum van Antwerpen terug (Brouwersvliet 30, later Rijnkaai 18) en vestigde zich anno 1901 in zijn “Villa Juana” te Hoboken.
Hij schilderde nog een aantal landschappen, maar het waren zijn scheepsportretten die het meest geliefd waren bij zijn publiek. Zelf gaf hij aan deze schilderijen geen te hoge artistieke waarde, maar ze verschaften hem een goed inkomen. Het detail in de schilderij hing af van het bedrag dat de besteller bereid was te betalen. Hij kon veel meer geschilderd hebben, maar hij begon slechts aan een schilderij als hij er zin in had of wanneer hij wat krap bij kas was.
Hij was niet om geld en schulden verlegen, olijk in de omgang met potentieel cliënteel, joviaal en een goede huisvader. Hij sprak vele talen; als portrettist was hij een selfmade man. Sedert 1888 was hij lid van de vrijmetselaarsloge “A.L. Elèves de Thémis”.

## Canada
In lente van 1913, kort voor het uitbreken van de Eerste Wereldoorlog, week Mohrmann met zijn gezin uit naar Canada (Barrhead, Alberta). Zijn twee oudste zonen waren reeds een jaar vroeger vertrokken om de overkomst van het gezin voor te bereiden. Toen hij daar aankwam was het huis nog niet gebouwd. Het leven was er hard en er was steeds een tekort aan geld in het gezin. Hij betreurde spoedig deze verhuis. Hij zocht naar werk, zelfs tot in Minnesota (VSA). Door het hard labeur en het ruw klimaat ging zijn gezondheid achteruit. Hij maakte nog enkele schilderijen, maar vond geen publiek voor ze. Hij overleed in zijn huis in Bloomsbury op 22 februari 1916 aan een longontsteking en een verzwakt hart, vol heimwee naar zijn vroeger leven in Antwerpen.

## Oeuvre

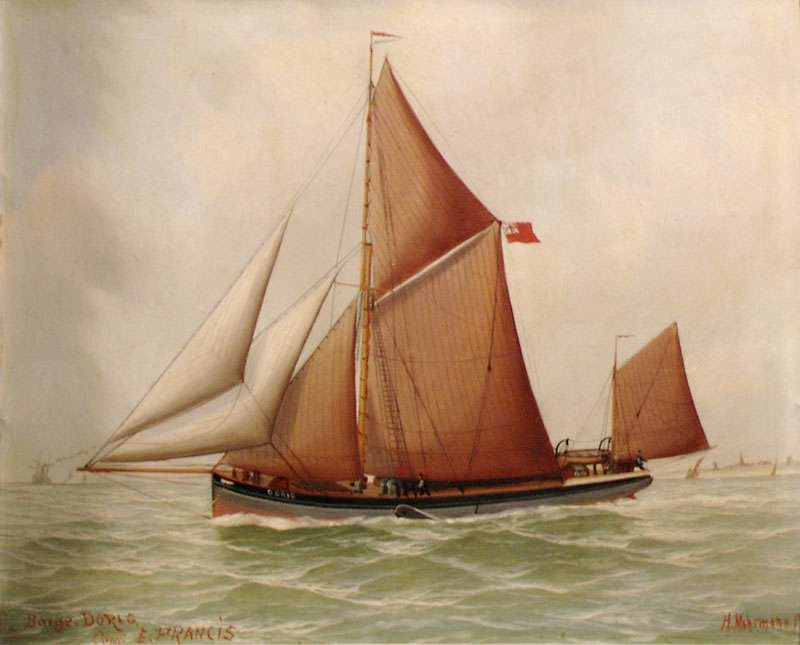
Scheepsportret van de Barge 'Dorig', 1905. Afbeelding & collectie: Zeeuws maritiem muZEEum.

Mohrmanns grootste verdienste is die als scheepsportrettist: het gros van zijn overvloedige oeuvre dateert van na 1890, maar zijn eerste werk was van 1885: een zelfportret. Eind 2024 waren ongeveer 550 werken van hem achterhaald. Circa 36 zijn in familiebezit, ruim 120 in diverse (maritieme) musea, enkele in bezit van handelaren en de rest in particulier bezit. Zoals in de Werder Collectie (zie onder www.fineartemporium.com) in Duitsland, in de collectie van prof. T. Siersdorfer in Essen waren er 8 stuks Waar die zijn gebleven is onbekenden. Bij (voormalige) scheepvaartbedrijven. In België bij de Compagnie Maritime Belge (13 stuks) en in Duitsland o.a. bij de Sloman-Neptune Schiffahrts AG in Bremen (5) en de voormalige A. Kirsten Reederei in Hamburg.
Er worden nog regelmatig schilderijen van hem op veilingen aangeboden, vooral in Duitsland en België.
In Antwerpen ontving Mohrmann bestellingen van kapiteins en andere maritieme milieus uit zowat alle zeevarende landen die de Scheldestad aandeden. Mohrmann gebruikte de fotografie als hulpmiddel bij zijn werk. Samen met Jacobsen, Semple en vele anderen behoort Mohrmann tot het puik van de scheepsportrettisten in olieverftechniek. Met hem kende deze zeemanstraditie een laatste hoogtepunt te Antwerpen. Na hem werd de taak volledig door de fotografie overgenomen. Uiteraard bezitten Mohrmanns nauwgezette schilderijen een onschatbare maritiem-historische waarde. De meeste van zijn schilderijen hebben een afmeting van 60x100 cm.
Zijn schilderijen behalen op dit moment (2024) geen hoge prijzen meer; betreffende markt is ingestort.
Een aantal van zijn werken zijn te zien op Wikimedia Commons en WikeGallery.

## Musea
Een of meer in de volgende musea:
- Aabenraa, Denemarken, Sonderyiland Museum (2)
- Mariehamn, Åland, Ålands scheepvaartmuseum (2)
- Antwerpen, Nationaal Scheepvaartmuseum, vanaf 2012 in het Museum aan de Stroom (MAS)(ongeveer 40 werken)
- Bergen, Noorwegen, Bergens Sjofartsmuseum
- Brake, Duitsland, Schiffahrtsmuseum der Oldenburgischen Weserhafen (2)
- Bremen, Duitsland, Focke Museum
- Bremerhaven, Deutsche Schiffahrtsmuseum (5)
- Dubrovnik, Kroatië, Dubrovnik Maritime Museum (3)
- Greenwich, Engeland, National Maritime Museum
- Hamburg, Altonaer Museum (11)
- Hamburg, Maritiem Museum (4)
- Liverpool, Merseyside Maritime Museum (2)
- Maine, USA, Maritime Museum
- Marstal, Denemarken, Sofart Museum
- Murberget, Zweden Ländsmuseet Västernorrland
- Newport, USA, Mariner’s Museum
- Oostende, België, Mu.ZEE (in depot in Oostends Historisch Museum De Plate)
- Oslo, Norsk Sjofartsmuseum (2)
- Rostock, Duitsland, Schifffahrtsmuseum (4)
- Rotterdam, Maritiem Museum
- Salem, Mass, USA, Peabody-Essex Museum (4)
- Stavanger, Noorwegen, Stavanger Sjofartmuseum
- Swansea, Wales, GB, Nat. Waterfront Museum (2)
- Vegesack, Duitsland, Heimatmuseum
- Vlissingen, Zeeuws maritiem muZEEum
- Westrhauderfehn (Leer), Duitsland, Fehn- und Schiffahrtsmuseum
- Wismar, Duitsland, Heimatmuseum
- Yarmouth Canada,(Nova Scotia),Yarmouth County Museum

(lijst is niet compleet)